# Pisarz

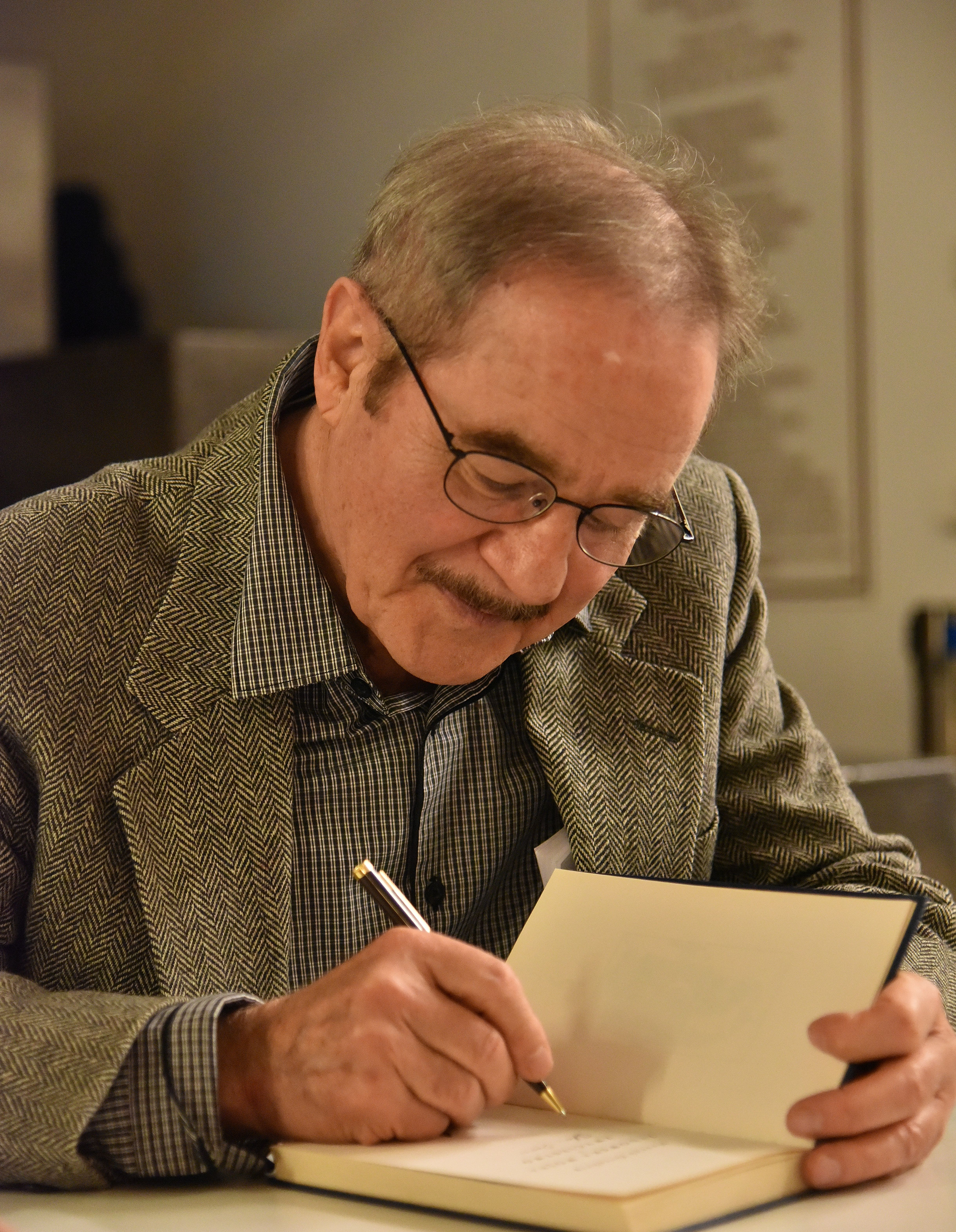
Henryk Grynberg podpisujący swoją książkę (2016)

Pisarz – osoba tworząca dzieła literackie, przynależna do języka, w którym pisze.

## Opis
Pisarz jest oficjalnie zarejestrowanym zawodem w Polsce. Otrzymał symbol 264102 (wyszukiwarka Wortalu Publicznych Służb Zatrudnienia).
Z charakterystyki zawodu: pisarz pisze prozą powieści, nowele, opowiadania, biografie, monografie, pamiętniki; pisze utwory poetyckie i dramaty, przeznaczone do realizacji na scenie np. w teatrze, w radiu lub w telewizji. W utworach podejmuje różnorodną tematykę – psychologiczną, romantyczną, religijną, obyczajową, kryminalno-sensacyjną.

## Zadania zawodowe
Do zadań zawodowych pisarza należy m.in. oddziaływanie estetyczne i artystyczne na czytelników poprzez opisywanie przeżyć wewnętrznych, stanów psychicznych, doznań, refleksji, poglądów za pomocą formy fabularnej, pamiętnika, autobiografii, wiersza, dramatu etc.